# Sơn Phú, Na Hang
Sơn Phú là một xã thuộc huyện Na Hang, tỉnh Tuyên Quang, Việt Nam.
Xã Sơn Phú có diện tích 128,92 km², dân số năm 2006 là 2.477 người, mật độ dân số đạt 19 người/km².